# Global Biodiversity Information Facility
Global Biodiversity Information Facility (GBIF), en français « Système mondial d'information sur la biodiversité », est un projet scientifique international, fondé en forme de consortium par l'OCDE en 2001, et qui a pour but de mettre à disposition toute l'information connue sur la biodiversité (données d'observations ou de collections sur les animaux, plantes, champignons, bactéries et archées).
Les décisions prises lors de la conférence mondiale sur la biodiversité de Nagoya de 2010 devaient conduire à accélérer le développement du GBIF.
Le portail de données international du GBIF mis en place en 2013 est aussi une plate-forme informatique ouverte dans une perspective de gestion de grandes quantités de données (big data), de recherche et sélection de données (data mining) dans une volonté de partage et d'ouverture (open data); il donne accès en ligne à près d'un milliard d'observations de plus de 1,5 million d'espèces. Ces données sont téléchargeables gratuitement en « open access » (après inscription obligatoire et gratuite). 
Le GBIF est partenaire de GEO. Il est la composante biodiversité de programmes plus globaux (GEOSS ; GEOBON) et un socle pour l'établissement des recommandations formulées par  l’IPBES (l'équivalent du GIEC pour le climat). « Avec presque 400 millions de données accessibles en mars 2013, le GBIF est le portail majeur dans ce domaine (data.gbif.org) ».

## Méthode de travail
Le GBIF connecte des bases de données de collections d'histoire naturelle ou d'observations dans la nature à un portail de recherche(accessible à tous, à condition d'avoir préalablement donné son accord aux conditions d'utilisation).
Ce portail crée des cartes automatiques indiquant les zones actuelles et connues de répartition (avec possibilité de zoomer sur la carte) et le caractère plus ou moins commun d'un taxon.
Ainsi, toutes les données informatisées sur la nature devraient peu à peu devenir interopérables et visibles. En septembre 2009, 299 fournisseurs de données étaient connectés au GBIF, contribuant pour plus de 180 millions de données concernant chacune un spécimen de plante, d'animal ou d'organisme unicellulaire[réf. nécessaire].
De plus, le GBIF maintient des points nodaux dans ses pays membres, qui aident à la connexion des données et font connaître le projet.
Le GBIF a créé un protocole de détection et de traitement des doublons et avec le TDWG3 il a produit des recommandations pour la création d'identifiants uniques, qui a commencé à être appliqué vers 2010.

## Open data et collaboration
Le GBIF encourage le travail collaboratif et ouvert des chercheurs qui peuvent aussi bénéficier d'autres projets de mise à disposition de données en Open data dans le monde, pouvant interagir avec le GBIF avec parfois des applications logicielles ouvertes aux sciences citoyennes et au travail collaboratif (wikispecies), dont en France avec Tela Botanica et de premiers outils développés en 2011.

### Exemples d'utilisations de données «massives»
Le GBIF a par exemple permis une étude internationale montrant comment l'écureuil gris (Sciurus carolinensis) originaire d'Amérique du Nord est devenu rapidement invasif en ayant pratiquement aussi anéanti les populations indigènes d'écureuil roux (Sciurus vulgaris) dans une grande partie des îles Britanniques et dans le Nord de l'Italie (d'où il pourrait peut-être gagner la France ou le reste de l'Europe). Les données naturalistes (dont celles du GBIF) et des observations de terrain ont permis d'affiner et comparer les modèles de propagation réelle des écureuils envahissants avec les modèles de leurs comportements en Amérique du Nord. On a ainsi pu définir et comparer la niche écologique de l'animal en Amérique et en Europe, et montrer que dans un nouveau milieu et climat l'écureuil gris a pu modifier sa niche écologique et coloniser des milieux plus froids que ses habitats naturels d'origine. Ceci montre que prévoir le développement d'une population invasive uniquement à partir de données comportementales et biogéographiques venant de la région d'origine de l'espèce peut conduire à gravement sous-estimer son impact en matière d'invasivité biologique dans un environnement « exotique » (nouveau) ; les modèles de recherche doivent donc être utilisés avec prudence pour construire des « listes blanches » d'espèces présumées ne présenter qu'un faible risque d'invasion.
De même la stratégie de création du réseau des aires marines protégées du golfe de Californie (au large du Mexique) a utilisé le GBIF pour définir l'espacement idéal entre ces aires protégées, afin d'assurer une connectivité écologique suffisante pour les larves d'espèces de poissons identifiées par le GBIF et son partenaire mexicain (CONABIO )
En 2012, des chercheurs mexicains ont étudié comment des modèles basés sur les données du GBIF (ou similaires) peuvent préciser la répartition d'espèces discrètes et à faible aire de répartition, afin d'améliorer les stratégies de conservation de la nature. Le sujet d'étude était Dendrortyx barbatus, oiseau rarement aperçu vivant dans les forêts tempérées de l'est de la chaîne montagneuse de la Sierra Madre orientale (Mexique), classé « vulnérable » sur la liste rouge de l'UICN, mais « en danger de disparition » au Mexique (à la suite d'un désaccord sur l'imminence du risque d'extinction). La carte de distribution faite par l'UICN suggère que la métapopulation de cette espèce est principalement divisée en trois petites sous-populations séparées par de grandes distances. Une première étude a comparé cinq méthodes d'utilisation d'un petit nombre de séries de données disponibles pour tenter de définir la répartition réelle de l'espèce (41 documents historiques ont été trouvés dont via le GBIF). La modélisation des niches écologiques semble fournir les meilleurs résultats en matière d'aide et décision pour la conservation des espèces, surtout pour les zones géographiques limitées. Une autre étude a utilisé cette modélisation pour repérer où existaient encore des habitats favorables et mieux cibler la détection d'oiseaux in situ (par diffusion de chants enregistrés), y compris hors de l'aire où l'espèce est supposée encore survivre. Ceci a permis de détecter 95 nouveaux individus en grande partie hors de la carte alors disponible de l'aire de répartition de l'espèce, confirmant que l'espèce est discrète, mais suggérant une rareté moindre que supposée à ce moment. Les auteurs ont conclu que l'oiseau pouvait ne plus être classé comme étant en danger au Mexique, mais que l'UICN doit mettre à jour sa carte d'aire de répartition géographique, tout en convenant que l'espèce reste vulnérable.
Une étude publiée dans la revue Nature en 2014 a utilisé environ 47 millions de données d'occurrence provenant du GBIF concernant près de 30 000 espèces pour mieux comprendre comment au cours de l’évolution les plantes à fleurs ligneuses ou herbacées, apparues en milieux tropicaux, ont pu coloniser les régions aux hivers froids ou très froids grâce à des stratégies leur permettant de faire face au gel : la perte des feuilles, la réduction du diamètre des conduits hydrauliques ou encore la survie hivernale sous forme de bulbe. L'étude montre que la plupart de ces stratégies ont été acquises sous d'autres contraintes environnementales, avant que les espèces ne migrent dans les environnements exposés au gel (par exemple, les conduits hydrauliques de faible diamètre sont associés à la tolérance à l'aridité). La stratégie de perte des feuilles ne suit pas ce schéma, elle n'a été acquise par les espèces végétales qu'après migration, directement sous la pression environnementale des hivers froids.
En 2019, le GBIF a récompensé 9 lauréats pour leurs solutions de partage et valorisation d'outils, de données et de services  existants, relatifs à la biodiversité. Le premier prix (Wherenext) optimise le processus de comparaison, de sélection et de complément des données manquantes (les utilisateurs sélectionnent un groupe taxonomique et une région d’intérêt, puis l’application génère des modèles recommandant de nouvelles zones d’étude au vu des différences attendues dans les communautés d’espèces présentes dans différents environnements et habitats.
L'INPN et le GBIF travaillent ensemble en France via notamment une interface d'échange de données (dans les deux sens), et Wikidata pourrait être mis à contribution ; le module EXPORT de GeoNature devrait faciliter la diffusion de données OpenData dont via la plateforme nationale SINP qui peut maintenant plus facilement intégrer des données du GBIF , au bénéfice de la communauté SINP (via les plateformes régionales). Des mises à jour périodiques des données de la plateforme française vers le GBIF se font , les droits de diffusion étant cadrés par une charte INPN.